# Tvorkovští z Kravař
Tvorkovští z Kravař byl šlechtický rod působící především v Opavském knížectví, později v Moravském markrabství a Krnovském knížectví.

## Historie

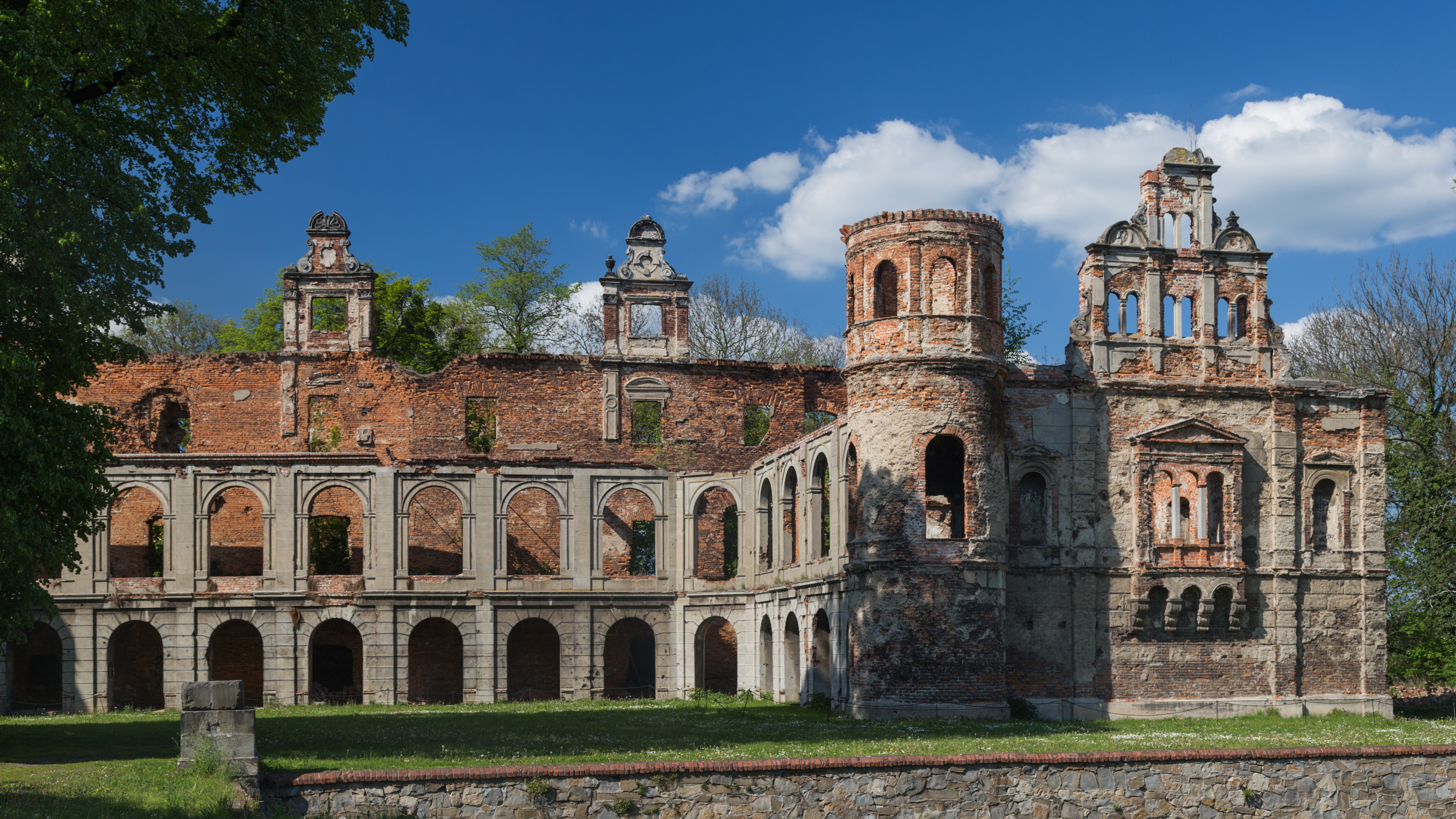
Pozůstatky zámku v Tvorkově

Tvorkovští jsou považování jednu větví z rozrodu Benešoviců, kterými dále byli páni z Bechyně, páni z Dubé, páni z Dědic, páni z Kravař. Predikát používali podle vsi Tvorkov v blízkosti Ratiboře. Ačkoli měli Tvorkovští sice s Kravaři stejné předky, tvořili však zcela samostatný rod. Když roku 1466 zemřel poslední mužský potomek Kravařů, Jiří z Kravař a Strážnice, domáhali se Tvorkovští jejich majetku, avšak zemský soud jejich nároky neuznal, protože nebyli "ti praví Kravařští, z toho rodu pošlí."
Za zakladatele rodu bývá považován Ondřej z Tvorkova, který byl bratrem pražského biskupa Tobiáše z Bechyně a Miloty z Dědic.
Mezi významné členy rodu patřil Zbyslav z Tvorkova, který byl zemským komorníkem Krnovského knížectví. V roce 1475 získal Václav z Tvorkova panství Raduň, které mu do dědičného vlastnictví udělil opavský kníže Viktorín z Poděbrad.
Významného postavení dosáhl člen rodu Jiří z Tvorkova, který zastával v letech 1503–1506 úřad nejvyššího sudího Opavského knížectví a v roce 1512 zastával úřad vrchního hejtmana.
Od roku 1511 se Jiří z Tvorkova začal psát současně jako pán z Tvorkova a z Kravař, důvodem bylo vymření pánů z Kravař a převzetí predikátu potvrzovalo příbuznost obou rodů.
Na rozšíření majetku rodu se podílel Jiří Tvorkovský z Kravař, který získal statek Hrabyně, ves Smolkov, mlýny na řece Opavě. V roce 1570 nechal postavit v Opavě šlechtický palác, dnešní Blücherův palác. Později získal ještě Hlubočec a v roce 1578 ustanovil fidekomis přesnějí nedělitelnost majetku, rozprodání jednotlivých částí budoucím dědicům rodu. Další majetek získal Mikuláš Tvorkovský z Kravař, jednalo se o Pustou Polom, Suché Lazce, Malé Hoštice, Pusté Jakartice, Štítinu s tvrzí a ves Mokré Lazce a Nové Sedlice.
V 17. století dosáhl vysokých úřadu Pertold Tvorkovský z Kravař, který se stal vrchním hejtmanem a nejvyšším komorníkem Opavského knížectví. Pertold proslul krutostí a agresivitou, když sám velmi krutým způsobem bezdůvodně zabil svého poddaného zámku Raduň.
Na přelomu 17. a 18. století žily na Opavsku dvě linie.

## Erb
Ve znaku nosili stříbrnou zavinutou střelu (tzv. „odřivous“) na červeném štítě.